# Ice 1 Racing
Ice 1 Racing va ser un equip privat finlandès de ral·li que va sorgir l'any 2011 a partir del Citroën Junior Team, amb el que va competir sota tutela de Citroën al Campionat Mundial de Ral·lis. Tan sols va disputar una temporada.
El seu únic pilot va ser Kimi Räikkönen i el cotxe utilitzat un Citroën DS3 WRC. L'equip va ser desqualificat del campionat mundial de constructors al no haver participat a un mínim de dos ral·lis fora d'Europa al llarg de la temporada.
Räikkönen finalitzaria en desena posició del campionat de pilots amb dos sisens llocs al Ral·li de Jordània i al Ral·li d'Alemanya com a millors resultats.